# Euryproctus striatus
Euryproctus striatus là một loài tò vò trong họ Ichneumonidae.